# Pariconha
Pariconha är en kommun i Brasilien.   Den ligger i delstaten Alagoas, i den östra delen av landet, 1 300 km nordost om huvudstaden Brasília. Antalet invånare är 10 246.
Omgivningarna runt Pariconha är huvudsakligen savann. Runt Pariconha är det ganska glesbefolkat, med 40 invånare per kvadratkilometer.